# Camille Amouro
Camille Adébah Amouro, né le 26 juin 1963 à Boukoumbé (Bénin) et mort le 22 décembre 2021, est un dramaturge, metteur en scène et chroniqueur béninois. Son drame politique Goli a fait date dans l'histoire du théâtre africain de langue française. 

## Biographie
Père d’un enfant, il se proclame anti-universitaire et l’assume en poursuivant des formations professionnelles respectivement en management et communication. Il obtient un certificat d’entrepreneur culturel et suit des formations, à Paris notamment, au Centre national des arts de la rue, Marseille, et à la Fondation Cartier pour l’art contemporain.
À Cotonou, il lance Le Cercle Prométhée qui, de 1986 à 1990, joue un rôle essentiel dans la libération de la parole au Bénin. Son travail de création dramaturgique tourne dès lors autour de la promotion du salamè, forme d’expression humoristique propre aux peuples du golfe de Guinée. Puis, en 1993, il  crée  La Médiathèque des Diasporas à Cotonou,. Lieu d’expositions, d'évènements périodiques, de rencontres et de débats, cette structure a vu s’exprimer de nombreux intellectuels africains, jusqu’en 2006,. Il se consacre également à l'écriture, « beaucoup et à chaud ». Son œuvre la plus connue est Goli, qui fait date,,.  Il est également chroniqueur pour différents journaux africains ou écrit pour des revues françaises, comme par exemple le mensuel Le Monde diplomatique.
Il meurt le 22 décembre 2021 dans un accident de la route au Bénin,,.

## Publications
Publication dans Prométhée et dans d’autres revues de critiques, chroniques et fragments. Plusieurs préfaces à divers auteurs. Quelques autres publications comme :
- Goli, théâtre, créée en 1988 par Jean Paul Badet à Cotonou. Éditée par Lansman (Belgique) et mise en ondes par RFI en 1991. Programme de Français dans des lycées français en 90/91, programme de Littérature du département de Lettres Modernes de l’université nationale du Bénin en 1997 et programme d’ateliers (stage AFDAS dirigé par Jean-Claude Fall au Théâtre Gérard-Philipe à Saint-Denis). Créations internationales.
- Miagbadogo, Cotonou, CCF, 1988, recueil de poèmes.
- Entre la résignation et le refus, les écrivains togolais sous le régime Eyadema, étude sur les rapports entre la création et le pouvoir politique, 1989, in Genève Afrique, Suisse, 1991, et Research on African Literature, Ohio (États-Unis), 1991.
- Edouard J. Maunick, Hommage, Paris, L’Harmattan/C.R.I, 1992 (ouvrage collectif).
- « L’Univers du Shorobitisme » (essai sur l’usage du français dans la mystification en Afrique), in Propos scientifique, Lomé, 1994.
- « La Faillite de la culture intellectuelle au Bénin », essai publié en feuilletons dans le mensuel La Voix d’Emmaüs, 1994.
- La Femme du président, Théâtre. In Sud Nord.
- Le Crapaud de Codjo, in La Revue Noire, 4e trimestre 1995, nouvelle.
- Les Pratiques artistiques au Bénin, Cotonou, VE-Bénin, 1996.
- Humour et développement, essai, Interface, 1997.
- Un musée d’art africain contemporain ?, Conférence au Gate Foundation d’Amsterdam, 1998.
- Pistes pour le Bénin, Africultures n°31, octobre 2000[9].
- Les Tomates et le jardinier, récit pour enfants, 2004.
- Autant en emporte la rivière, scénario, 2005, réalisation en 2007.
- Brenda Oward, Paris, Carnets-Livres, 2006, Salamè. Programme de Lettres Modernes à l’Université d’Abomey Calavi.
- « Le Pasteur et le gendre de la sorcière », in Cahiers d’Études africaines, Paris, 2008.
- Rita de Parakou et autres plaisanteries, Cotonou, Les Éditions des Diasporas, 2010.
- Salamè et communication, aux Éditions de la Diasporas.